# Junín (jezero)
Junín (španělsky Lago Junín) je největší jezero, které leží celou svou plochou na území Peru (rozlohou větší jezero Titicaca totiž východním břehem zasahuje na území Bolívie). Jezero má rozlohu 529,88 km². Dosahuje maximální hloubky 281 m. Nachází se v nadmořské výšce 4080 m. Rozkládá se převážně na území provincie Junín a jeho menší část na severozápadě zasahuje do provincie Pasco.

## Vodní režim
Je odvodňováno řekou Upamayo do povodí Amazonky.

## Flóra a fauna
Toto jezero je hustě zarostlé podvodními rostlinami. Je bohaté na ryby včetně nepůvodních druhů.
Zdejším endemitem je kriticky ohrožená Potápka Taczanovského.